# Il Lombardia 2022
116. ročník jednodenního cyklistického závodu Il Lombardia se konal 8. října 2022 v italském regionu Lombardie. Vítězem se stal Slovinec Tadej Pogačar z týmu UAE Team Emirates. Na druhém a třetím místě se umístili Španělé Enric Mas (Movistar Team) a Mikel Landa (Team Bahrain Victorious). Závod byl součástí UCI World Tour 2022 na úrovni 1.UWT a byl třicátým prvním, tímpádem posledním závodem tohoto seriálu.

## Týmy
Závodu se zúčastnilo všech 18 UCI WorldTeamů a 7 UCI ProTeamů. Alpecin–Deceuninck a Arkéa–Samsic dostaly automatické pozvánky jako nejlepší UCI ProTeamy sezóny 2021,, oba týmy svou pozvánku přijaly. Třetí nejlepší UCI ProTeam sezóny 2021, Team TotalEnergies, pak dostal také automatickou pozvánku. Každý tým přijel se sedmi závodníky, Andrij Ponomar (Drone Hopper–Androni Giocattoli) však neodstartoval, na start se tak postavilo 174 jezdců. Do cíle v Comu dojelo 107 z nich.
UCI WorldTeamy
- AG2R Citroën Team
- Astana Qazaqstan Team
- Bora–Hansgrohe
- Cofidis
- EF Education–EasyPost
- Groupama–FDJ
- Ineos Grenadiers
- Intermarché–Wanty–Gobert Matériaux
- Israel–Premier Tech
- Lotto–Soudal
- Movistar Team
- Quick-Step–Alpha Vinyl
- Team Bahrain Victorious
- Team BikeExchange–Jayco
- Team DSM
- Team Jumbo–Visma
- Trek–Segafredo
- UAE Team Emirates

UCI ProTeamy
- Alpecin–Deceuninck
- Arkéa–Samsic
- Bardiani–CSF–Faizanè
- Caja Rural–Seguros RGA
- Drone Hopper–Androni Giocattoli
- Eolo–Kometa
- Team TotalEnergies

## Výsledky
| Pořadí | Jezdec                   | Tým                     | Čas        |
| ------ | ------------------------ | ----------------------- | ---------- |
| 1      | Tadej Pogačar (SLO)      | UAE Team Emirates       | 6h 21' 22" |
| 2      | Enric Mas (ESP)          | Movistar Team           | + 0"       |
| 3      | Mikel Landa (ESP)        | Team Bahrain Victorious | + 10"      |
| 4      | Sergio Higuita (COL)     | Bora–Hansgrohe          | + 52"      |
| 5      | Carlos Rodríguez (ESP)   | Ineos Grenadiers        | + 52"      |
| 6      | Alejandro Valverde (ESP) | Movistar Team           | + 1' 24"   |
| 7      | Bauke Mollema (NED)      | Trek–Segafredo          | + 1' 24"   |
| 8      | Rudy Molard (FRA)        | Groupama–FDJ            | + 1' 24"   |
| 9      | Romain Bardet (FRA)      | Team DSM                | + 1' 24"   |
| 10     | Adam Yates (GBR)         | Ineos Grenadiers        | + 1' 26"   |